# Кимляйский Александро-Невский монастырь
Александро-Невский Кимляйский мужской монастырь на Флегонтовой горе возник в 1870-е как женский. Монастырь расположен в Ковылкинском районе, на левом берегу р. Мокши, при деревне Кимляй и близ крупных сел — мокшанского с. Волгапино и русского c. Троицк (бывшего заштатного города Краснослободского уезда Пензенской губернии). Женская община, созданная в 1870-х усилиями К. Е. Ахлестиной (позже — игум. Екатерины), на Флегонтовой горе, где в 1856—1870 подвизался пустынник старец Флегонт Дормидонтович Островский. С 1889 приписана к Успенскому Краснослободскому монастырю, статус общины получила в 1896, а монастыря в 1901. После революции закрыт, на территории располагались совхоз, затем детдом, практически все постройки разрушены. В 1997 восстановлен как мужской.  Адрес монастыря на 1917 г. - Пензенская губерния, Краснослободский уезд, д. Кимляй

## Старец Флегонт
Обитель возникла на месте отшельнической кельи подвижника Флегонта Дормидонтовича Островского. Сын бедного, примерно-строгой жизни благоговейного диакона с. Волгапино, Дормидонта Островского, Флегонт от детства обращал на себя внимание окружающих особенностями своего детского характера: он не дружил с детьми сверстниками и искал больше уединения. Любимым местом его детских развлечений был лес, находившийся недалеко от его родного дома; там он очень удачно ловил птичек и, накормив их, отпускал на волю. Если ему не удавалось уйти в лес, он дома лепил из воска, либо из глины колокола и разные церковные принадлежности; другие развлечения не занимали его. Очень рано и легко, под руководством своего отца, Флегонт научился читать и писать; особенно любил читать он букварь с религиозно-нравственным содержанием и другие назидательные книги и церковно-богослужебные; читал он назидательные книги всем, кто бы ни просил его, а когда слушатели в благодарность давали ему гроши, то он бросал их в колодец. Воспитанный под руководством религиозного, высоконравственного отца, Флегонт с юных лет имел в себе семена добродетелей, страха Божия и чистоты сердца. Когда настала пора школьного возраста, отец отвёз Флегонта и его брата Феодора в Ломовское Духовное училище. Не красна была жизнь Флегонта в училище: терпя насмешки, иногда и побои от товарищей, он испытывал и материальную нужду: отец, по бедности своей, часто не доставлял своим детям необходимого хлеба в достаточном количестве, и тогда братьям вместе с заботами об уроках приходилось заботиться ещё о пропитании самих себя. Не раз случалось Флегонту кормиться «Христовым именем», особенно по зимам: бывало пойдёт на мельницу, выпросить Христа ради муки или ржи карман да и ест украдкой, чтобы товарищи не насмехались, и водичкой запьет. Летом в свободное от уроков время братья ходили удочкой рыбу ловить, наловят — часть променяют на хлеб, а остатки сварят себе и с радостными слезами благодарят Бога, что Он Милостивый не допустил им умереть с голода. Несмотря на такие суровые условия жизни, способный и прилежный Флегонт успешно прошёл училищный курс и перешёл в Пензенскую Духовную Семинарию. Ни чуть ни лучше были условия жизни и в Семинарии, но это его не печалило. Воспитанный в страхе Божием, Флегонт с детства привык всякий свой поступок обдумывать и слушать своего внутреннего голоса. Скромный и тихий Флегонт, подвергавшийся за свою глубокую религиозность насмешкам и издевательствам от товарищей, при всех неблагоприятных условиях своей ученической жизни, дошёл все же до 2 класса Семинарии. На второй год Риторики ему ниспослано было от Бога столь тяжёлое испытание, что ему пришлось преждевременно оставить Семинарию. По увольнении из Семинарии, Флегонт явился в родительский дом; здесь, по выздоровлении, он стал разделять с отцом тяжёлые труды по хозяйству. Грустно было бедному отцу смотреть на недоучившегося Флегонта, возвратившегося по необходимости к тяжёлым трудам земледельца, и вот при помощи добрых людей отцу удалось дать сыну более лёгкие занятия: Флегонт поступил на службу в Пензенский Земский Суд.
В свободное от занятий по службе время Флегонт часто погружался в самопознание с целью религиозно-нравственного усовершенствования; в одно из таких самоуглублений он слышит внутренний голос: «купи книгу Нового Завета и удались в лес за реку Суру на три дня.» Там, окружённый живописной природой, он предался молитве и строгому самоиспытанию. Началась сильная гроза: гром и молния почти непрерывно следовали друг за другом и полился сильный дождь и лил три дня, так что Сура вышла из берегов, и мост трактовой через Суру был залит водою. Все эти три дня Флегонт провёл в лесу за Сурой в молитвенном бдении, а на четвёртый день его на лодке перевезли к городу; в квартире и Суде его едва узнали: так от молитвы и бдения изменилось лицо его; все его знакомые говорили о Флегонте после этого, что он стал новым человеком. Под живым впечатлением всего испытанного в продолжении трёх суток в лесу в полном уединении, Флегонту по возвращении в город не хотелось совсем общения с людьми. Протоиерей Николаевской церкви Овсов, заметив в нём глубокую религиозность, сделал его чтецом в этой церкви. Флегонт в церкви всегда читал с таким священным жаром, в таком восторге и так выразительно, что прихожане Николаевской церкви просили пр. Овсова назначить Флегонту особые чтения, что первый и исполнил, назначив для чтения время по совершении проскомидии и до начала литургии. После этого молва о Флегонте разошлась чуть не по всей Пензе.
Преследуемый молвою, Флегонт возымел намерение оставить службу в Суде и поступить в монастырь. 15 Сентября 1848 года Флегонт получил отставку и вид на проживание во всех городах России и отправился к себе на родину, дав слово себе прожить там непременно три года, дабы научиться всякой чёрной работе и поступить потом в монастырь. И вот будущий подвижник начинает работать у отца: весной пашет, сеет, потом жнёт, молотит, плетни плетёт, хлевы чистит, а зимой ходит по монастырям, внимательно вглядываясь во все подробности монастырской жизни. Между тем семейство Флегонта весьма опечалилось увольнением его от должности, и некоторые члены семьи иногда упрекали его сумасбродством, только одна сестра постоянно сочувствовала ему. При таких обстоятельствах Флегонт стремился искать уединения как для молитвы, так и для отдохновения. Он было вырыл себе пещеру для тайных подвигов, но пещера его скоро была открыта людьми и он по этому поводу потерпел много насмешек от своих односельчан; вследствие этого пещера была оставлена им и он отправился в Саров. В Сарове он прожил довольно долго и там заболел; заболевши, он решил вернуться на родину.
В 1850 году и три месяца следующего года Флегонт пробыл в доме родителей. Повинуясь своему внутреннему голосу, Флегонт стал просить благословение у родителей на странствование. Получил благословение и отправился путешествовать по монастырям, был в Сарове и Дивееве, в Муроме и Владимире, Боголюбском монастыре, в Суздале, Ярославле, в Яковле-Дмитриевском монастыре, где поклонялся мощам святителя Димитрия Митрополита Ростовского; в Сергиевой Лавре, в Москве в Новом Иерусалиме, в Киево-Печерской Лавре. Дошедши до Орла, он узнал о прозорливости одного Оптинского старца схимонаха Макария, ему пожелалось посмотреть прозорливого старца и он пошёл в Оптинскую обитель. Потом пошёл через Курск в Воронеж поклониться мощам святителя Митрофана. Воздав честь сему угоднику, Флегонт пошёл в Самарскую Епархию через Саратов, Николаев и Бузулук. В Бузулук пришёл Флегонт на Покров, зиму же провёл в Сорочинской крепости. В неделю жен Мироносиц Флегонт отправился из Сорочинской крепости на родину. Походивши по святым местам, Флегонт начал присматриваться на пути к горам и лесам с целью избрать себе место для отшельнического жития. На третий день по прибытии домой Флегонт просил благословения у отца подвизаться по образу отшельничества где-нибудь по близости от родного дома, имея в виду показанную ему в сновидении гору, но отец, в избежание молвы, не советовал жить по близости и предлагал ему идти в Самарскую Епархию в Бузулукскую обитель, куда его звали монахи. Тогда Флегонт, простившись с родными и взяв икону Божией Матери, снова отправился в Самарскую сторону. Несколько времени он странствовал по Самарской Епархии с целью избрать себе место для жительства; наконец, ему приглянулась дикая гора близ города Бузулука Самарской губернии. На вершине этой горы Флегонт, с разрешения духовного и гражданского начальства, вырыл землянку и в ней поселился.
У подошвы этой горы стоял мужской монастырь. Сначала Флегонту жилось спокойно, его стали посещать приходящие; это не понравилось монахам, они донесли архиерею о том, что Флегонт без позволения принимает посетителей. Преосвященный убеждал Флегонта поступить в число братии монастыря, но он отказался, потому что у него было иное призвание. Через несколько времени, он покинул свою землянку и пошёл на родную сторону, на показанную ему в сновидении гору близ деревни Кельмляй. Придя в деревню в 1856 году, выпросил себе у крестьян небольшой угол горы, начал с помощью своих почитателей разравнивать место и из нарытой земли делать земляной столп, а небольшое пространство возле столпа засадил плодовыми деревьями. Столп этот имеет вид усечённого конуса; сажен трёх вышины; в вершину его была опущена трех-аршинная келлия с одним небольшим окошечком; В этой келье Флегонт прожил 7 лет. Затем он поставил себе 4-х аршинную келлию на верху столпа над прежним жилищем; в верхнем помещении Флегонт прожил тоже семь лет. Нижняя келлия была ему подарена отцом и при помощи добрых людей поставлена на место; верхяя келлия была куплена у отца на средства почитателей; содержался Флегонт частью от отца, а большею частью от благотворителей. Во время пребывания на столпе отшельник Флегонт молился и трудился, в свободное от трудов время читал духовные книги и беседовал на основании Св. Писания и жития святых с посетителями. В начале декабря 1870 года Флегонт заболел; о дне кончины своей он заранее сказал своим близким, служившим ему; по христиански подготовился встретить кончину и в ночь с 12-го на 13-е декабря 1870 года, запершись изнутри в своей келлии, раб Божий Флегонт скончался. Пред погребением Флегонта вышел спор: отец его — диакон села Волгапина, желал похоронить его сына в Волгапине, другие же родственники и почитатели — при Иоанно-Богословской церкви г. Троицка. Спор был покончен жребием, выпавшим на Иоанно-Богословскую церковь.
22 мая 1909 года в Пензенской Духовной Консистории рассматривался вопрос, возбуждённый Пензенским Губернатором о перенесении праха старца Флегонта из заштатного города Троицка в Александро-Невский женский монастырь. 8 августа 1908 года последовала резолюция Его Преосвященства: «В виду особого уважения, с которым, как оказывается, местное население относится к памяти старца Флегонта (Островского), для всестороннего рассмотрения возбужденного дела о перенесении его праха из г. Троицка в Александро-Невский монастырь, нахожу нужным организовать комиссию, в состав которой под председательством Архимандрита Харитона назначаются: Кафедральный протоиерей Григорий Соколов, Епархиальный миссионер Симеон Магнусов и преподаватель Семинарии Алексий Хвощев». 6 сентября 1910 года прах перенесли без всякой торжественности и склеп заделали наглухо.

## Игумения Екатерина
После смерти старца Флегонта (12.01.1870) в его келье поселилась богомолка и духовная дочь отшельника Ксения Ермолаевна Ахлестина (игумения Екатерина), жившая вблизи Флегонтовой горы с 1859 Ксения Ермолаевна Ахлестина происходила из крестьян села Вольная Лашма Наровчатского уезда Пензенской губернии. На двадцатом году своей жизни Ксения Ермолаевна, вместе с матерью посетила Флегонта Островского, о ком в народе шла молва, как о человеке прозорливом. Высоко-нравственный облик Островского и его подвиги в духе христианского отшельничества, произвели на Ксению Ермолаевну глубокое впечатление, и она решила как можно чаще посещать его. В продолжение десяти лет она служила ему почти безотлучно. Овдовев, в 1868 году она окончательно поселилась рядом со столпом старца Флегонта. Почувствовав приближение смерти, Островский осенью 1869 года позвал к себе Ксению Ермолаевну и, сообщив ей о своей скорой кончине. Старец завещал своей лучшей ученице, устроить на месте его подвигов иноческую обитель, и обитель трудами Ахлестиной была создана.
После смерти подвижника Флегонта Ксения Ермолаевна, руководимая чувством благоговейного уважения к памяти подвижника и желанием свято исполнить завет его, c весны 1870 по февраль 1909 Ксения Ахлестина неустанно возводила монастырь: на пустом месте она построила два храма, кельи, хозяйственный двор, основала школу, сиротский приют, больницу, построила хутор возле с. Ворона Краснослободского уезда. К 1890 вокруг Ксении Ермолаевны собралась группа из 30 сестёр, и хотя никакого узаконения община в первые годы своего существования не проходила, жизнь сестёр строилась по строгим монашеским правилам, списанным с устава Серафимо-Дивеевского монастыря.
Весной 1870 года она поселилась в келье почившего старца. Для начала необходимо было приобрести в собственность сад и келью Островского, так как гора находилась во владении крестьян деревни Кимляй. Благодаря тому уважению, каким пользовался подвижник Флегонт у жителей д. Кимляй, крестьяне охотно уступили Ксении Ермолаевне место жительства подвижника. Чтобы обеспечить своё существование, Ксения Ермолаевна открыла у себя в келье домашнюю школу, в которой обучала церковно-славянской грамоте мальчиков и девочек окрестных селений. Ведя обучение детей в строго-религиозном духе, Ксения Ермолаевна вскоре привлекла к себе симпатии населения. Приходили даже и взрослые люди, особенно девушки, не желавшие почему либо выйти замуж. Некоторые из них, после обучения грамоте, стали оставаться. Появилась необходимость в дополнительном жилище, которое и было построено, с помощью благотворителей, у входа в сад в 1874 году. Для общежития насельниц горы в распоряжении имелся флигель с передними и задними комнатами, разделёнными сенями, кухня, амбар и погреб. По началу сестёр было немного. К 1883 году община состояла из пяти человек. В 1883 году Ксения Ермолаевна задумала устроить на горе часовню в память мученической кончины Царя Освободителя Александра II. Идею построения часовни поддержали и жители деревни Кимляй. Нотариальным порядком общине было выделено полдесятины земли, предоставив решением от 23 апреля 1883 года в её пользование две десятины пахотной земли под одну межу с её садом. Указом Пензенской духовной консистории от 31 мая 1884 года Ксении Ермолаевне было разрешено построение часовни. Но в июне 1885 года Флегонтову гору посетил Епископ Антоний (Николаевский) и высказал мнение, что лучше было бы построить вместо часовни храм. К этому времени сестёр в общине было уже шестнадцать.
В марте 1888 года Ксения Ермолаевна получила разрешение на построение храма. В ноябре 1888 года храм был заложен, а в сентябре 1889 года храм был отстроен и 15 октября освящён во имя святого благоверного князя Александра Невского Архимандритом Гедеоном. Храм был деревянным, на каменном фундаменте, без колокольни, с железной крышей. Под церковью были устроены четыре комнаты: трапезная, псалтырня, рухлядная и приёмная, а под ними подвал. Построен на доброхотные пожертвования. Генерал-Лейтенантом Иваном Андреевичем Араповым было пожертвовано необходимое количество леса, а Краснослободским купцом второй гильдии Иваном Димитриевичем Головым был устроен иконостас. Прочее благоукрашение храма было произведено на средства иных благотворителей. Постоянно священника при церкви не было, службу временно исполнял заштатный священник.
В этом же году община увеличилась ещё на шестнадцать человек. Итого в 1889 году под началом Ксении Ахлестиной проживали 31 девица, средний возраст которых составлял 22 года. В 1889 году на Пензенскую кафедру прибыл преосвященный Епископ Василий (Левитов). Указом Пензенской Духовной Консистории № 8156 от 30 сентября 1889 года общину Ксении Ермолаевны была временно приписана к Краснослободскому Успенскому женскому монастырю и состояла под ведением благочинного монастырей, настоятеля Нижне Ломовского Казанского мужского монастыря, Архимандрита Гедеона.
Во время нахождения на Пензенской кафедре епископа Павла (Вельчинского), (1893—1902), дело Ксении Ермолаевны в устроении обители быстро пошло вперёд. Преосвященный Павел, лично ознакомившись с религиозно-нравственным и материальным состояние общины Ксении Ермолаевны, дал ей широкие полномочия по сбору пожертвований. В 1895 году она приобрела покупкою на своё имя 127 десятин пахатной земли, которую и пожертвовала вместе с усадебным местом на открытие женской общины. В 1896 году Епископ Павел ходатайствовал перед Священным Синодом об учреждении женской общины и об укреплении за нею жертвуемых усадьбы с садом (35 сажен в длину и 20 в ширину) в деревне Кимляй и участка земли. Кроме того, сообщалось, что Краснослободский купец Глотов письменно заявил, что в случае учреждения общины на «Флегонтовой горе», он жертвует общине 82 десятины пахотной земли. Со стороны Министерства Внутренних Дел препятствий обнаружено не было. Обсудив изложенное Святейший Синод, согласно ходатайству Преосвященнейшего и на основании высочайшего повеления, указом за № 4244 определил: "Близ деревни Кимляй Краснослободского уезда, в местности, именуемой «Флегонтова гора», учредить женскую общину, с таким числом сестёр, какое община в состоянии будет содержать на свои средства. Августа 31 дня 1896 года за общиной закреплены «земли села Вольная Лашма, Наровчатского уезда, а также 108 десятин 1200 кв. сажен, или сколько окажется в натуре, состоящего Пензенской губернии, Краснослободского уезда, при сельце Васильевке (Свищевка тоже)».
Указом Пензенской Духовной Консистории от 24 сентября за № 245 1869 года Ксения Ермолаевна, по избранию насельниц Кимляйской общины, была утверждена настоятельницей. А Мария Ивановна Карякина, с 1971 года проживавшая на «Флегонтовой горе», указом Пензинской Духовной Консистори от 3 октября сего года за № 5216 утверждена в должности казначеи. Ещё одной близкой помощницей Ксении Ермолаевны в этот период была Анна Тимофеевна Бельская (из духовного звания), девица села Волгапино, племянница старца Флегонта, поступившая на гору в 1869 году. Проходила послушание — украшение икон цветами. В 1896 году община увеличилась числом до 71. Причём, 68 насельниц были девицами. По резолюции Преосвященнейшего Павла от 10 августа 1897 года за № 3946 приложенной в указе Пензенской Духовной Консистории от 12 августа за № 9075, Ксения Ермолаевна Ахлестина 30 августа того же года была пострижена в монашество с именем Екатерина. В том же году 30 августа была пострижена в монашество будущая настоятельница обители Мария Ивановна Карякина с наречением ей имени Варвара (Указ № 9075 от 12 августа).
С разрешения Пензенского Епархиального Начальства от 3 сентября 1898 года за № 9438, по проекту, утверждённому Строительным Отделением Пензенского Губернского правления от 31 августа того же года за № 47, 13 сентября был заложен каменный соборный храм настоятелем Троице-Сканова монастыря Наровчатского уезда игуменом Варсонофием. По проекту храм был трех-престольный и пятиглавый, длиною 15 и шириною 11 сажен. В 1908 году было окончено строительство соборного храма и 19 октября того же года состоялось освящение его среднего престола в честь Преображения Господня Архимандритом Краснослободского Спасо-Преображенского монастыря Григорием. При храме, на расстоянии 10 сажен, была отстроена временная деревянная колокольня, длиною и шириною в 6 аршин при высоте 17 аршин.
К 1901 году значительно увеличилось количество земель, ставшими собственность общины. 17 декабря 1900 года «Государь Император, ВЫСОЧАЙШЕ соизволил на укрепление за Кимляйскою женскою общиною, жертвуемой Краснослободскими 2 гильдии купеческими сыновьями Алексеем и Петром Гурьевыми луговой земли в двух участках, в количестве 88 десятин 1770 кв. сажен, или сколько в натуре окажется, состоящей Краснослободского уезда, близ заштатного города Троицка, в урочищах под названием села Изосимовки, деревень Ежовки, Потьмы и за рекою Мокшею». 9 января 1901 г. за общиной был укреплён участок земли в количестве 11 десятин 220 3/4 кв. сажен, находящийся рядом с г. Троицком. Сия земля была пожертвована общине крестьянином села Сутягина Краснослободского уезда Михаилом Карповым.
В 1901 году Преосвященнейший Епископ Пензенский и Саранский Павел (Вильчинский) обратился в Святейший Синод с ходатайством об обращении Кимляйской женской общины в женский общежительный монастырь, с наименованием его Александро-Невским. Святейший Синод, заслушав предложение Обер-прокурора Победоносцева К. П. за № 5026 на данную тему, указом за № 4833 удовлетворил ходатайство. Ксения Ермолаевна, за время пребывания преосвященнейшего Епископа Павла на Пензенской кафедре, успела привести свою общину в цветущий вид. Она усердно принялась за внутреннее устройство своей общины. В высшей степени ласковая и вместе с тем строгая и настойчивая, она положила себе правилом быть всегда тем, чем должна быть по своему званию и обязанности, чтобы сестры, видя повсюду живой пример её, также не отступали, но вполне и точно согласовали бы жизнь свою с уставом монашеским. Скоро разнеслась молва о знаменитой строительнице обители. Увеличилось количество паломников, особенно в праздничные дни. Чем больше с каждым годом притекало в обитель богомольцев, тем заметнее становился приток денежных средств.
7 апреля 1905 года, за «отлично усердную и полезную службу» игумения Екатерина была удостоена награждения Наперсным Крестом.
В 1906 году под началом игумении Екатерины находилось 7 монахинь, 37 указных послушниц и 173 сестры, живущих на испытании. Итого 218 насельниц. К этому времени монастырь занимал уже довольно большую территорию с тремя каменными двух-этажными корпусами, несколькими десятками деревянных флигелей, келий, других хоз.построек, владел большими участками пахотной земли, лесными участками.
От тяжёлых трудов, здоровье игумении Екатерины пошатнулось. Она перестала выезжать из монастыря. В храм её привозили при помощи сестёр, только к литургии и изредка к утрени. 6 февраля 1908 года она скончалась. Отпевание и похороны тела игумении были совершены 8 февраля, при огромном стечении народа, архимандритом Краснослободского Спасо-Преображенского монастыря Григорием, при участии многих окружных священников. На литургии священник В. М. Иссинский почтил почившую надгробным словом. Тело почившей игумении Екатерины было погребено под алтарём соборного храма.

## До закрытия
Приемницей почившей игумении стала казначея монахиня Варвара (Марфа Корякина). В 1909 году в обители было уже 17 пострижениц, а количество сестёр составляло 250 человек, из которых указных послушниц было 47, а проживающих на испытании 186. К монастырским постройкам добавился отстроенный в 1909 году деревянный флигель длиною 27 аршин и шириною 11. В нём располагались сестры, занимающиеся сбором пожертвований. На протяжении 40 метров монастырь был обнесён деревянной оградой высотою в 2,5 метра. В том же году Краснослободским мещанином Василием Саратовкиным монастырю было пожертвовано усадебное место с садом, размером 14 на 16 сажен, с жилым деревянным помещением (9х7 аршин), находящиеся в г. Краснослободске. Священник монастыря в этот период имел жалование уже не 480, а 800 рублей. С разрешения Пензенского Епархиального начальства было начато строительство двух-этажного полукаменного корпуса. Игумения Варвара активно выступала за перенос праха старца Флегонта Островского в свой монастырь. С разрешения Пензенского Епархиального Начальства от 8 ноября 1912 года за № 18962, в 1913 году к подвальной части Соборного храма, над останками подвижника старца Флегонта, пристроен каменный алтарь, усердием благотворительниц мещанок г. Москвы Марии Тарасовой и Параскевы Васильевой, в увековечение его блаженной памяти; престол которого было решено посвятить имени Св. Апостола Флегонта.
Два раза, с разрешения Епархиального начальства, она выезжала из обители. Первый раз, с 7 июля 1911 года, она была отпущена сроком на один месяц в г. Киев на поклонение святыням, а второй — в г. Москву на богомолье с 14 августа 1913 года сроком на 15 дней. В отчёте о поездках значится, что возвратилась точно в срок.
Некоторые сестры обители удостоились разрешения Церковного начальства паломничества по святым местам, в основном в Киев.
По определению Святейшего Синода от 30 марта 1910 года за № 2415, за отличную усердную и полезную службу, игумения Варвара была удостоена награждением наперсным крестом. В 1910 году под её начальством значились 30 монахинь, 87 указных послушниц и 137 сестёр на испытании, всего 255 человек. Возросло жалование священника — в 1910 году он уже получал 1000 рублей оклада в год. В Церковно-приходской школе обучалось 5 мальчиков и 17 девочек. Законоучителем состоял священник Тихон Невзоров, а учительницей Евгения Веселовская. В том году умерла одна из первых насельниц Флегонтовой горы, постоянный член монастырского совета, монахиня Ангелина (Бельская).
Летом 1910 года в по Пензенской Губернии распространилась эпидемия холеры. Преосвященный Митрофан (Симашкевич) благословил настоятельницам Нижнеломовского Успенского, Мокшанского Казанского и Кимляйского Александро-Невского женских монастырей, направить своих насельниц в села для ухода за больными. По окончании эпидемии настоятельницы монастырей отмечены грамотами. Сёстры Кимляйского монастыря первыми в уезде наладили правильное медицинское обследование населения.
На 1914 годом в обители проживало 247 человек (из них 39 монахинь, 105 указных и 142 на испытании). Причт уже состоял из двух священников, получающих жалование в размере 700 и 500 рублей. В послужных списках священно-церковно-служителей при монастыре значатся два священника — Тихон Невзоров и Иоанн Безсонов. В школе обучалось 10 мальчиков и 14 девочек. Преподавали в ней те же Невзоров и Веселовская. В богадельне содержалось на полном обеспечении 7 стариц. Вся площадь, занимаемая монастырскими строениями, по планам измерения 1914 года составляла 4,4 га. В отстроенном двух-этажном полукаменном корпусе разместились сестры обители. Корпус с северной стороны имел подвальный этаж, в котором находились хлебопекарня и сестры-хлебницы. В 1913 году в обители была открыта живописная мастерская, расположившаяся в двух-этажном каменном корпусе, где прежде находилась рукодельная мастерская. Игуменские покои находились на втором этаже каменного корпуса, первый этаж которого занимала просфорня. К строениям добавилось несколько деревянных домов и флигелей. Был построен дом для второго священника 16х2. В лугах были отстроены деревянный дом 24х12 для сестёр, занимающихся ловлей рыбы и при нём деревянная изба 7х7 для караульщика и рыбака. Добавились второй деревянный амбар для хранения зернового хлеба и ещё одна баня 10х7. Увеличилась монастырская ограда. Теперь она закрывала обитель на протяжении 591 м. Другие земли монастыря, находящиеся в разных местах, занимали площадь 804,46 га и делились следующим образом: под пашнею — 532 га; под сенокосом — 93 га; под мелким кустарником — 31,8 га; под лесом — 105 га; под усадьбами и садами — 14,55 га; неудобной — 28 га.
По реестрам 1918 года в Кимляйском монастыре жили 39 монахинь и 252 послушницы.

## После революции 1917 г
Огонь революции, разгоревшийся в 1917 году, не минул и Кимляйского монастыря. Большевиками были приложены всевозможные усилия, чтобы память о монастыре, просуществовавшем сравнительно недолгое время, но уже зарекомендовавшего себя известностью, была полностью уничтожена.
Началось всё с расстрела крестного хода в 1919 году. Тогда, на масленице, в село Большой Азясь Краснослободского уезда, съехались около 10 тысяч человек. С базарной площади, с пением «Христос Воскресе», верующие двинулись с крестным ходом в Кимляйский Александро-Невский монастырь ко Флегонтовой горе. Крёстный ход был организован в связи с расстрелом Царской семьи в июле 1918 года и выражал неприятие новой безбожной власти. В районе с. Волгапино по крёстному ходу, окружённому большевиками, был открыт огонь. Было много убитых, многие попали в плен. Не удаётся пока установить точную дату закрытия монастыря. Известно только, что закрыт до 1924 года. Постройки монастыря новые власти передали коммуне-сельхозартели с. Сутягино, располагавшегося далеко от Кимляя, за Большим Азясем, так как крестьяне Волгапина и Кимляя отказались поднимать руку на обитель, выросшую на их глазах и при их участии.
Позже в 40-е гг. XX века оставшиеся после разрушения корпуса Кимляйского монастыря были приспособлены под детские дома. На территории монастыря расположился Кимляйский детский дом № 5. Воспитывались здесь дети от 3 до 7 лет. По достижении семилетнего возраста дети перевозились в Рузаевский детский дом. Туда же перевезены были все воспитанники в 1983 году, когда детский дом закрыли. Два корпуса, доставшиеся в наследие детскому дому, вскоре были полностью разрушены и разворованы.
В 1996 году о некогда существовавшем монастыре напоминала одна лишь заросшая кустарником четвёртая часть стены игуменского корпуса и земляной столп старца Флегонта.

## Возрождение
В 1996 монастырь возобновлён, обращён в мужской. По благословению епископа Саранского и Мордовского Варсонофия на Флегонтову гору была отправлена группа монахов во главе с наместником игуменом (ныне архимандритом) Серафимом (Новаковским). Возрождение обители началось с возведения Свято-Георгиевской церкви-часовни на столпе старца Флегонта и строительства небольшого келейного корпуса для братии. В ходе восстановительных работ было принято решение — попытаться восстановить половину здания игуменского корпуса, засвидетельствовав тем самым почтение к неусыпным трудам здесь подвизавшихся когда-то сестёр, и тем самым получив от них некую преемственность. С лета 1997 года по весну 1998 года левая часть игуменского корпуса была восстановлена, в верхнем этаже которой 03.06.1998 г. Высокопреосвященнейшим Архиепископом Варсонофием был освящён домовой храм во имя Св. благоверного князя Александра Невского,а на нижнем этаже расположились библиотека, четыре келии, трапезная и кухня. 23 декабря 2012 года в результате пожара корпус сгорел. Насельникам монастыря удалось спасти иконы и утварь.
В 2009 году, с благословения Архиепископа Варсонофия, началось строительство Храма на месте разрушенного соборного Храма обители. Была спланирована территория и залит фундамент. В 2010 году было закончено возведение стен храма и начались работы по изготовлению крестов, куполов, барабанов и кровли. В январе 2011 года пять золотых крестов венчали купола нового храма. В 2012 году было закончено оштукатуривание внутренних и наружних стен. Храм планируется освятить в честь святого благоверного князя Александра Невского. Пол храма был выложен керамогранитом, а подпрестолье было изготовлено из природного камня. В своей основе храм представляет собой четырёхугольник, покрытый четырёхскатной крышей и увенчанный пятью главками. Главки состоят из высокого барабана и куполов в форме луковицы. Размер храма 25,8×9,6 м. Высота до донца креста составляет 21 м. С востока к церкви примыкает алтарь, а с запада притвор. Обе абсиды шестигранной формы. Фасады церкви украшены красивым карнизом с рядом кокошников. Большие арочные окна и двери церкви обведены несколькими вставленными одна в другую арками. К 2020 году Храм полностью расписан. Рядом с Флегонтовой горой построен Храм в честь Преображения Господня. Храм пока не расписан и не освящен.
Со стороны алтарной абсиды нового соборного храма, на расстоянии от неё в 20 метрах,построен двухэтажный каменный игуменский корпус. Восстановлен братский корпус. В настоящее время на Флегонтовой горе подвизаются 2 игумена,2 иеромонаха и 1 иеродиакон.